# くびき語法
くびき語法（くびきごほう、Zeugma）とは、修辞技法の1つで、2つ以上の文を、1つの共通の動詞または名詞でつなぐこと。
Vicit pudorem libido, timorem audacia, rationem amentia
（欲望は恥を征服し、大胆さは恐怖を、狂気は分別を）
-- キケロ『クルエンティウス弁論』（Pro Cluentio）VI.15
ここでは「征服した」が共通の動詞になる。つまり、くびき語法を使わなければ、「欲望は恥を征服し、大胆さは恐怖を征服し、狂気は分別を征服した」になるところを、くびき語法で、最初の文以外の「征服した」を省略している。

## 語源
「zeugma」の語源は、ギリシア語のζεύγμα（くびき、頸木）。

## 概略
くびき語法は、
1. 容易に理解できる言葉の省略
2. 数語または文のバランスのパラレリズム

の両方に使われる。
その結果は、一連の類似の文を、共通の言外の名詞あるいは動詞で連結することである。現代的意味では、「zeugma」という語はくびき語法の特殊な種類「兼用法（シレシプス、Syllepsis）」（後述）の同義語と分類されているが、昔の研究書ではこの2つは明確に区別されていた。ヘンリー・ピーチャム（Henry Peacham）は修辞学でのくびき語法の使い方の中で「耳の楽しみ」を賞賛し、「あまりに多くの条項」を避けることを力説した。

## 分類
くびき語法は、支配的な言葉の位置と品詞によって以下のように分類される。
Prozeugma
prozeugma（またはsynezeugmenon, ラテン語：praeiunctio）とは、前述したキケロの例文のように、文の最初にある動詞が以降の節を支配するくびき語法のことである。
Mesozeugma
mesozeugmaとは、文の真ん中にある動詞が他の節を支配するくびき語法のことである。
Hypozeugma
hypozeugma（ラテン語：adjunctio）とは、文の最後にある動詞が前にある節を支配するくびき語法のことである。
Friends, Romans, Countrymen, lend me your ears.
（友よ、ローマ市民よ、同胞よ、私の言うことに耳を貸してくれ）
-- ウィリアム・シェイクスピア『ジュリアス・シーザー』
長い文になると、読む（聞く）人は最後に動詞が明らかにされるまで、いったい何が言われているのか判断できず、宙ぶらりんの状態に置かれる。その効果を意図したものに、キケロの『カティリナ弾劾演説』I-IV（Catiline Orations）がある。文の最後で文意がわかる「掉尾文」（Periodic sentence）を作る時に、hypozeugmaは役立つ。
また、hypozeugmaの後にprozeugmaを付け足すことで、交錯配列法を作ることもできる。
The foundation of freedom and the fountain of equity is preserved by laws. Our lawless acts destroy our wealth and threaten our custody of life.
（自由の基礎と公正の源は法によって保護される。我々の非合法行為は我々の富を破壊し、我々の生活の保護を脅かす）

Diazeugma
diazeugmaとは、1つの名詞が2つ以上の動詞を支配するくびき語法のことである。ラテン語の修辞学者たちは、名詞（主語）と動詞の位置によって、さらに細かく分類した。
Diazeugma Disjunction
主語が文の最初に現れて、各節に動詞がある場合。
Populus Romanus Numantiam delevit, Kartaginem sustulit, Corinthum disiecit, Fregellas evertit.
（ローマの人々はヌマンティアを破壊し、カルタゴを倒し、コリントスを荒廃させ、フレゲッラエの政変を起こした。）
-- 『Rhetorica ad Herennium』から
Diazeugma Conjunction
主語が文の中央に現れる。接続詞がつくこともある。

Hypozeuxis
Hypozeuxisとはくびき語法の反対に、主語がそれぞれの動詞を持っている。
The parents scowled, the girls cried, and the boys jeered while the clown stood confused.
（両親がにらみ、女の子は泣きだし、男の子はひやかし、その間、道化は困惑した）

## 兼用法
兼用法（シレプシス、Syllepsis）とは、くびき語法の特別なタイプで、それぞれの節が意味的にも文法的にもパラレルではないものをいう。支配する語は、対象となる他の語を考慮して、その意味を変えることができる。
He carried a strobe light and the responsibility for the lives of his men.
（彼はストロボライトと、部下の命に対する義務をcarryした）
-- ティム・オブライエン『本当の戦争の話をしよう』（The Things They Carried）。
支配する語「carry」には「運ぶ」「（責任を）果たす」などの意味があり、対象となる語（「ストロボライト」「部下の命に対する義務」）によってその意味が変わっている。
兼用法はしばしばユーモラスな意味の不一致を生み出す。兼用法は似た結果を成し遂げるために慣用句を伴って使うこともできる。
兼用法は、1つ以上の対象となる語あるいは節と文法的に不一致な、支配する語を含むこともできる。兼用法はスタイル的な効果のために文法の規則を曲げる意図的な構築である。
Loud lightning and thunder shook the temple walls.
（けたたましい稲妻と雷が神殿の壁を揺るがした）
「けたたましい」も「揺るがす」も、視覚的な「稲妻」という語とは一致しない。
次にあげる例も、兼用法の例である。
[She] went straight home in a flood of tears, and a sedan chair.
（彼女は溢れる涙の中、そしていすかご（輿）の中、まっすぐに家路に着いた）
-- チャールズ・ディケンズ
... and covered themselves with dust and glory.
（そして塵と栄光が彼らをcoverした）
-- マーク・トウェイン『トム・ソーヤーの冒険』（「cover with」には「覆われる」「（栄光などを）身に受ける」の意味がある）